# Aztecia
Aztecia — рід вимерлих ризодонтних риб із девону Антарктиди. Рід містить один відомий вид Aztecia mahalae. Типовий зразок: AMF113914, набір посткраніальних відділів (пов'язані плечова кістка, ключиця та клітра, останні два неповні). Типовим місцем є гіветський морський алевроліт в ацтекській алевролітовій формації Антарктиди.